# Chacabuco (provincie)
Chacabuco is een provincie van Chili in de Región Metropolitana. De provincie telde 267.553 inwoners in 2017 en heeft een oppervlakte van 2076 km². Hoofdstad is Colina.

## Gemeenten
Chacabuco is verdeeld in drie gemeenten:
- Colina
- Lampa
- Tiltil